# Peñablanca Protected Landscape & Seascape
Das Peñablanca Protected Landscape & Seascape ist ein Landschaftsschutzgebiet auf der Insel Luzon in den Philippinen. Es umfasst eine Fläche von 118.781,58 Hektar und liegt in der Provinz Cagayan, auf dem Gebiet der Gemeinde Peñablanca. Mit dem Präsidenten-Erlass Nr. 484 wurde es am 6. Oktober 2003 eingerichtet.
Das Peñablanca Protected Landscape & Seascape liegt im Bergland der Sierra Madre, ca. 35 km nordöstlich von Tuguegarao, und reicht bis in die Gipfelregion des 1.833 Meter hohen Mount Cetaceo. Bis in Höhenlagen um 900 Meter findet sich Flachlandregenwald; oberhalb davon schließt sich Bergregenwald an, der sich bis in Gipfelregionen erstreckt. Zwischen den geschlossenen Wäldern liegen Gebiete mit Bambuswäldern, Heiden und Grasland. Die Regenwälder sind bislang wenig vom Menschen beeinträchtigt worden; es leben nomadische Aetas in dem Gebiet. Es ist eines der nördlichen Naturschutzgebiete im Sierra-Madre-Biosphären-Korridor.
Im Schutzgebiet gibt es Vorkommen der Kurznasenflughundart Otopteropus cartilagonodus, das Philippinischen Pustelschweins, der endemischen Palanan-Spitzmausratte (Archboldomys musseri) und des Philippinenhirschs. Von der Avifauna sind erwähnenswert der Affenadler (Pithecophaga jefferyi), der Streifenuhu (Bubo philippensis), der Kochpitta (Pitta kochi), der Isabellpirol (Oriolus isabellae), die Manila-Papageiamadine (Erythrura viridifacies), der Luzonrötel (Rhyacornis bicolor) sowie verschiedene Arten von Fruchttauben und Eisvögeln. 
Im Gebiet des Naturschutzgebiets liegen Teile der archäologischen Ausgrabungsstätten im Cagayan Valley. In der Callao-Höhle wurden die bisher ältesten Überreste des modernen Menschen auf den Philippinen gefunden wurden und sind ca. 67.000 Jahre alt. Die Ausgrabungsstätten stehen seit 2006 auf der Vorschlagsliste der Philippinen zur Aufnahme in die Welterbeliste der UNESCO.